# Chanteheux
Chanteheux – miejscowość i gmina we Francji, w regionie Grand Est, w departamencie Meurthe i Mozela.
Według danych na rok 1990 gminę zamieszkiwało 1746 osób, a gęstość zaludnienia wynosiła 302 osób/km² (wśród 2335 gmin Lotaryngii Chanteheux plasuje się na 242. miejscu pod względem liczby ludności, natomiast pod względem powierzchni na miejscu 939.).